# Zacualpan (Estado de México)
Zacualpan è un comune del Messico, situato nello stato di Messico.